# Mont-lès-Lamarche
Mont-lès-Lamarche è un comune francese di 98 abitanti situato nel dipartimento dei Vosgi nella regione del Grand Est.

## Storia

### Simboli
Il comune non ha adottato uno stemma. Una versione presente sul web non è stata approvata dal consiglio comunale.

## Società

### Evoluzione demografica
Abitanti censiti